# Сомалийский национализм

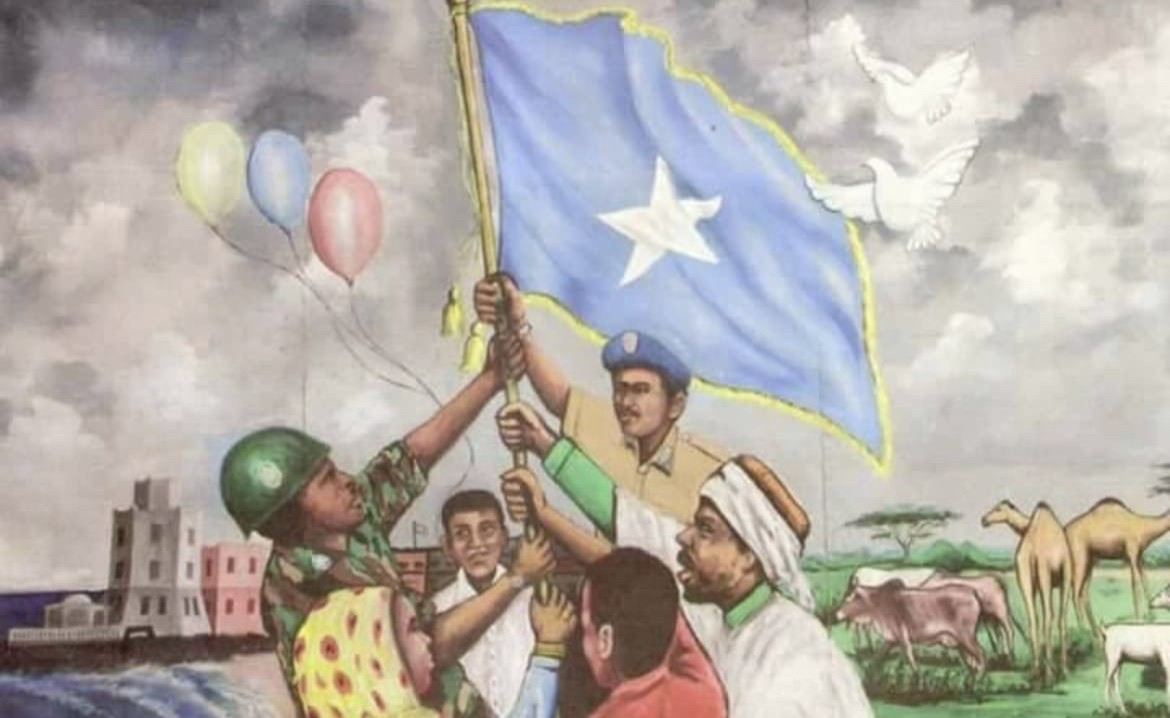
Пропагандистская картина, относящаяся к периоду правления Сиада Барре. Она изображает сомалийцев тянущихся к флагу.

Флаг Сомали

Сомалийский национализм (сомал. Soomaalinimo, араб. القومية الصومالية‎) — националистическая идеология, а также общественно-политическое движение, основанное на представлении о том, что сомалийский народ имеет общий язык, религию, культуру и этническую принадлежность и как таковой составляет отдельную нацию.
Самые ранние проявления этой идеологии часто восходят к движению сопротивления, возглавляемому Государством дервишей Мохаммеда Абдилле Хасана на рубеже XX века.  В современном Сомалиленде первой сформированной сомалийской националистической политической организацией  была Сомалийская национальная лига (SNL), которая была создана в 1935 году на территории бывшего протектората Британского Сомали. В северо-восточных, центральных и южных регионах страны в 1943 году в Итальянском Сомали, незадолго до периода опеки, был основан Сомалийский молодёжный клуб (SYC). Позже в 1947 году он был переименован в Сомалийскую молодёжную лигу (SYL). Она стала самой влиятельной политической партией в первые годы после провозглашения независимости Сомали.

## История
Ранний сомалийский национализм развился в начале XX века с концепцией «Великое Сомали», которая охватывала тему того, что сомалийцы — нация с особой идентичностью, которая хочет объединить населённые районы сомалийских кланов. Под пансомализмом понимается видение воссоединения этих областей с целью образования единой сомалийской нации. Преследование этой цели привело к конфликту: Сомали после Второй мировой войны участвовало в Огаденской войне с Эфиопией из-за региона Огаден и поддерживало сомалийских повстанцев против Кении.

### Предыстория
Сомали было заселено, по крайней мере, с палеолита. В каменном веке здесь процветали доянская и харгейзанская культуры. Древнейшее свидетельство погребальных обычаев на Африканском Роге происходит на кладбищах в Сомали, датируемых 4 тысячелетием до нашей эры. Каменные орудия из поселения Джалело на севере также были охарактеризованы в 1909 году как важные артефакты, демонстрирующие археологическую универсальность в период палеолита между Востоком и Западом.
По словам лингвистов, первые афразийскоговорящие народы прибыли в регион в последующий период неолита в долине Нила или на Ближнем Востоке.
Комплекс Лаас-Гааль на окраине Харгейсы в Сомалиленде датируется примерно 5000 лет назад и имеет наскальные изображения, изображающие как диких животных, так и украшенных коров. Другие наскальные рисунки найдены в северном регионе Дамбалин, на которых изображено одно из самых ранних известных изображений охотника верхом на лошади. Наскальные рисунки выполнены в характерном эфиопско-арабском стиле и датируются 1000—3000 годами до нашей эры. Кроме того, между городами Лас-Хорей и Эль-Айо в Сомалиленде находится Каринхеган — место многочисленных наскальных рисунков с изображением реальных и мифических животных. Под каждой картиной есть надпись, возраст которой оценивается примерно 2500 лет назад.

### Античность и классическая эпоха

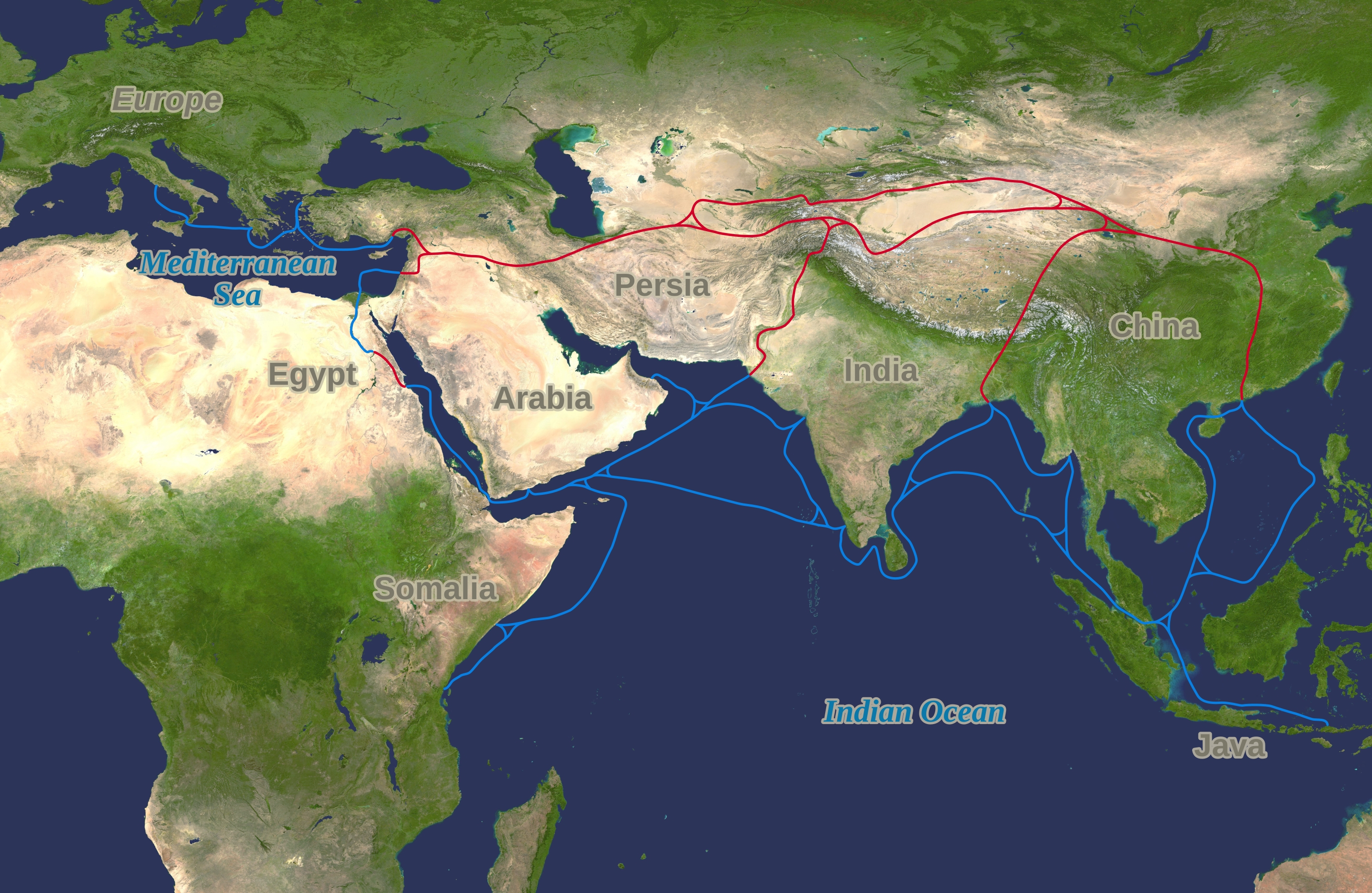
Великий шёлковый путь, простирающийся от Китая до южной Европы, Аравии, Сомали, Египта, Персии, Индии и Явы

Древние пирамидальные сооружения, мавзолеи, разрушенные города и каменные стены, такие как стена Варгаад, являются свидетельством древней цивилизации, которая когда-то процветала на Сомалийском полуострове. Эта цивилизация поддерживала торговые отношения с Древним Египтом и Микенской Грецией со второго тысячелетия до нашей эры, что подтверждает гипотезу о том, что Сомали или прилегающие регионы были местом расположения древней земли Пунт. Пунтиты торговали миррой, специями, золотом, чёрным деревом, короткорогим скотом, слоновой костью и ладаном вместе с египтянами, финикийцами, вавилонянами, индейцами, китайцами и римлянами через свои торговые порты. Египетская экспедиция, отправленная в Пунт царицей 18-й династии Хатшепсут, записана на рельефах храма в Дейр-эль-Бахри, запечатлевших пунтского царя Параху и царицу Ати. 

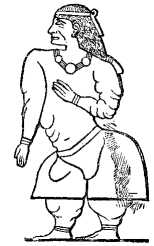
Королева Ати, жена царя Пераху из Пунта, изображена в храме фараона Хатшепсут в Дейр-эль-Бахри

Считается, что верблюда приручили в Роге где-то между 3-м и 2-м тысячелетием до нашей эры. Оттуда он распространился в Египет и Северную Африку. В классический период города-государства Мосилон, Опоне, Мундус, Исида, Малао, Авалитес, Эссина, Никон и Таба создали прибыльную торговую сеть, соединяющую с купцами из Финикии, Птолемеевского Египта, Греции, Парфянской Персии, Сабы, Набатеи и Римской империи. Они использовали древнее сомалийское морское судно, известное как беден, для перевозки своего груза.
После завоевания Набатейского царства римлянами и присутствия римского флота в Адене для пресечения пиратства арабские и сомалийские купцы договорились с римлянами запретить индийским кораблям торговать в свободных портовых городах Аравийского полуострова, чтобы защитить интересы сомалийских и арабских купцов в прибыльной торговле между Красным и Средиземным морями. Однако индийские купцы продолжали торговать в портовых городах Сомалийского полуострова, где не было римского вмешательства.
На протяжении веков индийские купцы привозили корицу в Сомали и Аравию в больших количествах с Цейлона и Молуккских островов. Считается, что источник корицы и других специй был самым тщательно охраняемым секретом арабских и сомалийских купцов в их торговле с римским и греческим миром; римляне и греки считали, что источником был полуостров Сомали. Соглашение о сговоре между сомалийскими и арабскими торговцами привело к завышению цен на индийскую и китайскую корицу в Северной Африке, на Ближнем Востоке и в Европе и сделало торговлю корицей очень прибыльным источником дохода, особенно для сомалийских торговцев, через чьи руки были отправлены большие партии корицы по морским и сухопутным маршрутам.

### Рождение ислама и Средневековье
Ислам был введён в эту местность с Аравийского полуострова вскоре после хиджры. Мечеть аль-Киблатайн является самой старой мечетью города Сайла. В конце IX века арабский историк Аль-Якуби писал, что мусульмане жили вдоль северного побережья Сомали. Он также упомянул, что у королевства Адаль была столица в городе, предполагая, что султанат Адаль со столицой в Сайле восходит к IX или X векам. Согласно И. М. Льюису, государством управляли местные династии, состоящие из сомалийских арабов или арабизированных сомалийцев, которые также правили аналогичным образом созданным Султанатом Могадишо в южном регионе Банадир. История Адаля с этого периода основания и далее будет характеризоваться чередой сражений с соседней Абиссинией. На пике своего развития королевство Адаль контролировало значительную часть современного Сомалиленда, Эфиопии, Джибути и Эритреи.

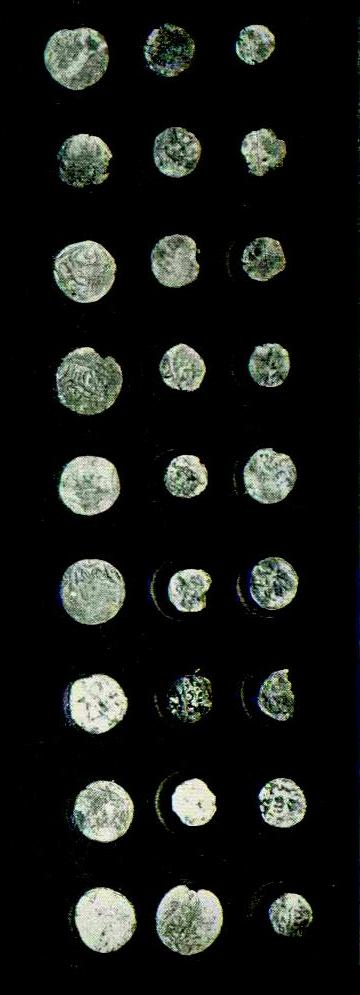
Средневековая валюта Султаната Могадишо

В 1332 году король Адаля из Сайлы был убит в ходе военной кампании, направленной на то, чтобы остановить марш абиссинского императора Амдэ-Цыйона I. Когда последний султан Ифата, Саад ад-Дин II, был также убит императором Давитом I в Сайле в 1410 году, его дети бежали в Йемен, а затем в 1415 году вернулись.
В начале XV века столица Адаля была перенесена вглубь страны, в город Даккар, где Сабр ад-Дин II, старший сын Саад ад-Дина II, основал новую базу после своего возвращения из Йемена.
В следующем столетии столица Адаля снова была перенесена, на этот раз на юг, в Харэр. Из этой новой столицы Адаль организовал эффективную армию во главе с имамом Ахмедом ибн Ибрагимом аль-Гази, которая вторглась в Абиссинскую империю. Эта кампания XVI века исторически известна как Адало-эфиопская война. Во время войны имам Ахмад первым применил пушки, поставленные Османской империей, которые он импортировал через Сайлу и развернул против абиссинских войск и их португальских союзников во главе с Криштованом да Гамой.  Некоторые учёные утверждают, что этот конфликт доказал ценность огнестрельного оружия, такого как мушкет с фитильными замками, пушка и аркебуза, по сравнению с традиционным оружием. 

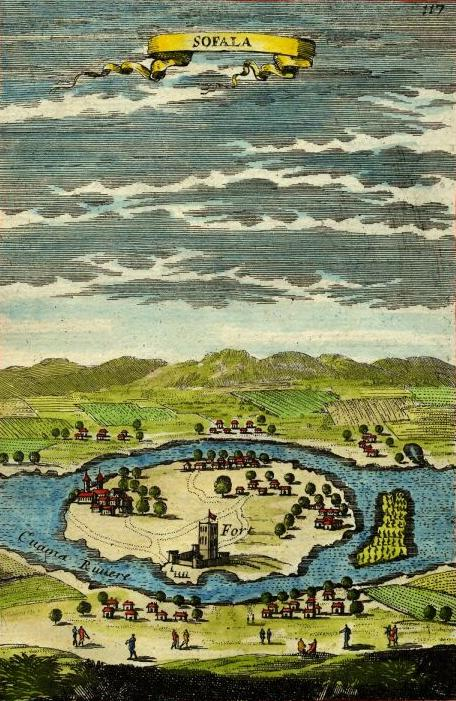
Сомалийские купцы из Могадишо основали колонию в Мозамбике для добычи золота на рудниках в Софале

В течение аджуранского периода султанаты и республики Марка, Могадишо, Барауэ, Хобьо и их соответствующие порты процветали и вели прибыльную внешнюю торговлю, корабли шли в Аравию, Индию, Венецию, Персию, Египет. Португальский мореплаватель Васко да Гама, проплывавший мимо Могадишо в XV веке, заметил, что это большой город с многоэтажными домами и большими дворцами в центре, а также с множеством мечетей с цилиндрическими минаретами.
В XVI веке Дуарте Барбоза отметил, что многие корабли из Королевства Камбат на территории современной Индии отправлялись в Могадишо с тканью и специями, за которые они взамен получали золото, воск и слоновую кость. Барбоза также отметил изобилие мяса, пшеницы, ячменя, лошадей и фруктов на прибрежных рынках, что принесло торговцам огромное богатство. Могадишо, центр процветающей текстильной промышленности, известной как тоб бенадир, вместе с Меркой и Баравой также служил транзитной остановкой для торговцев суахили из  Момбасы и Малинди, а также для других стран торговлей золотом из султаната Килва. Еврейские купцы привозили на побережье Сомали свои индийские ткани и фрукты в обмен на зерно и древесину.
В XV веке были установлены торговые отношения с Малаккой, где ткань, амбра и фарфор были основными товарами торговли.  Жирафы, зебры и ладан были экспортированы в Империю Мин, которая сделала сомалийских купцов лидерами в торговле между Азией и Африкой. Индуистские купцы из Сурата и торговцы из Юго-Восточной Африки из острова Пате, стремясь обойти и португальскую блокаду, и вмешательство Омана, использовали сомалийские порты Мерка и Барава для ведения своей безопасной торговли.

### Эпоха Раннего Нового времени и борьба за Африку
В начале современного периода, преемники государств Адаля, Aджурана и имамата Хираб, султанат Варсангали (династия Бари), султанат Геледи (династия Гобрунов), Маджиртин (Мигиуртиния) и султанат Хобьо (Оббия). Они продолжили традицию строительства замков и морской торговли, установленную предыдущими сомалийскими империями.
Султан Юсуф Махмуд Ибрагим, третий султан Дома Гобрунов, положил начало золотому веку династии Гобрунов. Его армия одержала победу во время Джихада Бардхере, который восстановил стабильность в регионе и оживил торговлю слоновой костью в Восточной Африке. Он также поддерживал тёплые отношения с правителями соседних и далёких королевств, таких как Оман, Виту и Йемен.
Сын султана Ибрагима Ахмед Юсуф Махмуд стал его преемником и был одной из самых важных фигур в Восточной Африке XIX века, получая дань от губернаторов Омана и создавая союзы с важными мусульманскими семьями на восточноафриканском побережье. На севере Сомали династия Герадов вела торговлю с Йеменом и Персией и конкурировала с купцами из династии Бари. Герады и султаны Бари построили впечатляющие дворцы и крепости и поддерживали тесные отношения со многими империями Ближнего Востока.
В конце XIX века, после Берлинской конференции 1884 года, европейские державы начали схватку за Африку, которая вдохновила лидера дервишей Мохаммеда Абдилле Хасана на мобилизацию поддержки со всего Африканского Рога и начало одной из самых длительных войн колониального сопротивления в истории. В нескольких своих стихах и выступлениях Хасан подчёркивал, что британцы «разрушили нашу религию и сделали наших детей своими детьми» и что «эфиопы-христиане в союзе с британцами были полны решимости ограбить политическую и религиозную свободу сомалийской нации». Вскоре он стал «борцом за политическую и религиозную свободу своей страны, защищая её от всех христианских захватчиков».
Хасан издал религиозный указ, согласно которому любой сомалийский гражданин, который не принял цели единства Сомали и не будет сражаться под его руководством, будет считаться кафиром или гаалом. Вскоре он приобрёл оружие в Османской империи, Судане, других исламских и арабских странах и назначил министров и советников для управления различными районами или секторами Сомали. Кроме того, он настоятельно призвал Сомали к единству и независимости в процессе организации своих сил.
Государство дервишей под руководством Хасана характеризовалось жёсткой иерархией и централизацией и в целом имело военный характер. Хотя Хасан угрожал изгнать христиан в море, он осуществил первую атаку, начав своё первое крупное военное наступление, состоящее из 1 500 дервишей, оснащённых 20 современными винтовками, против британских солдат, дислоцированных в регионе. Он отбил британцев в 4 экспедициях и имел отношения с странами Центральных держава — с османами и немцами. В 1920 году Государство дервишей рухнуло после интенсивных воздушных бомбардировок со стороны Великобритании, и впоследствии территории дервишей были превращены в протекторат.
Рассвет фашизма в начале 1920-х годов ознаменовал изменение стратегии Италии, поскольку северо-восточные султанаты вскоре должны были быть вытеснены в пределах границ Ла Гранд Сомали в соответствии с планом фашистской Италии. С прибытием 15 декабря 1923 года губернатора Чезаре Марии Де Векки всё стало меняться в той части Сомалиленда, которая известна как Итальянское Сомали. Италия имела доступ к этим территориям в соответствии с последующими договорами о защите, но не по прямому правилу.
Фашистское правительство имело прямую власть только над территорией Банадира. Италия под руководством Бенито Муссолини напала на Абиссинию (Эфиопия) в 1935 году с целью её колонизации. Вторжение было осуждено Лигой Наций, однако больших попыток, чтобы остановить Италию или освободить оккупированную Эфиопию, сделано не было. 3 августа 1940 года итальянские войска, включая сомалийские колониальные подразделения, перешли из Эфиопии, чтобы вторгнуться в Британский Сомали, и к 14 августа сумели захватить Берберу у британцев.
Британские силы, включая войска из нескольких африканских стран, начали кампанию в январе 1941 года из Кении по освобождению Британского Сомали и оккупированной Италией Эфиопии и завоеванию Итальянского Сомали. К февралю большая часть Итальянского Сомали была захвачена, а в марте Британский Сомали был отброшен с моря. Силы Британской империи, действовавшие в Сомалиленде, состояли из трёх подразделений войск Южной, Западной и Восточной Африки. Им помогали сомалийские силы во главе с Абдулахи Хасаном, в которых активно участвовали сомалийцы из кланов Исаак, Дхулбаханте и Варсангали.

### Кампания Огадена
В июле 1977 года началась Огаденская война против Эфиопии после того, как правительство Барре стремилось включить преимущественно населённый сомалийцами регион Огаден в пансомалийское Великое Сомали. В первую неделю конфликта сомалийские вооружённые силы взяли южный и центральный Огаден, и на протяжении большей части войны сомалийская армия непрерывно одерживала победы над эфиопской армией и следовала за ними до провинции Сидамо. К сентябрю 1977 года Сомали контролировало 90 % Огадена и захватило стратегические города, такие как Джиджига, и оказала сильное давление на Дыре-Дауа. После осады Харара на помощь коммунистическому режиму Дерг в Эфиопии пришла массовая беспрецедентная советская интервенция, в которую вошли 20 000 кубинских войск и несколько тысяч советских советников. К 1978 году сомалийские войска были окончательно вытеснены из Огадена. Этот сдвиг в поддержке Советским Союзом побудил правительство Сиада Барре искать союзников в другом месте. В конечном итоге он остановился на сопернике СССР в холодной войне, Соединённых Штатах, которые в течение некоторого времени поддерживали сомалийское правительство.
Первоначальная дружба Сомали с СССР, а затем партнёрство с США позволили ему построить самую большую армию в Африке.

## Галерея

Сомалийская молодёжная лига была первой политической партией в Сомали и сыграла ключевую роль на пути страны к независимости
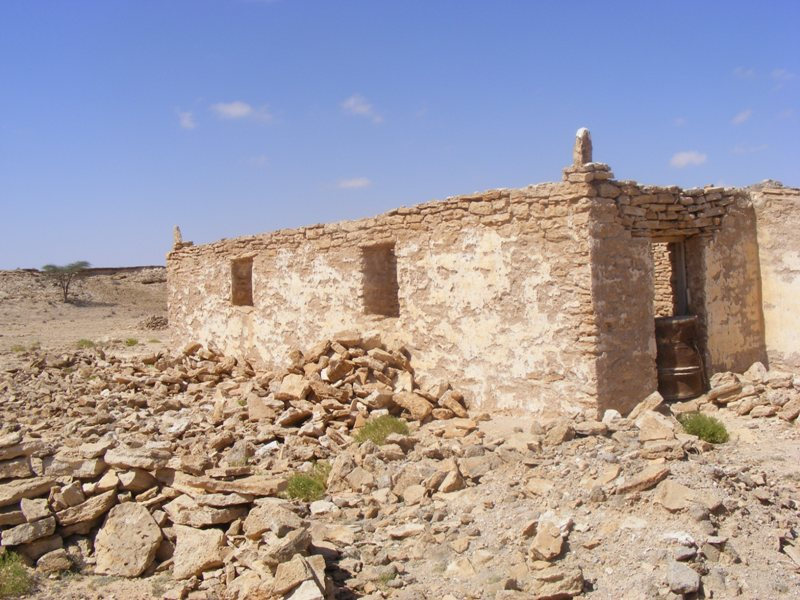
Руины Кагабле[англ.]
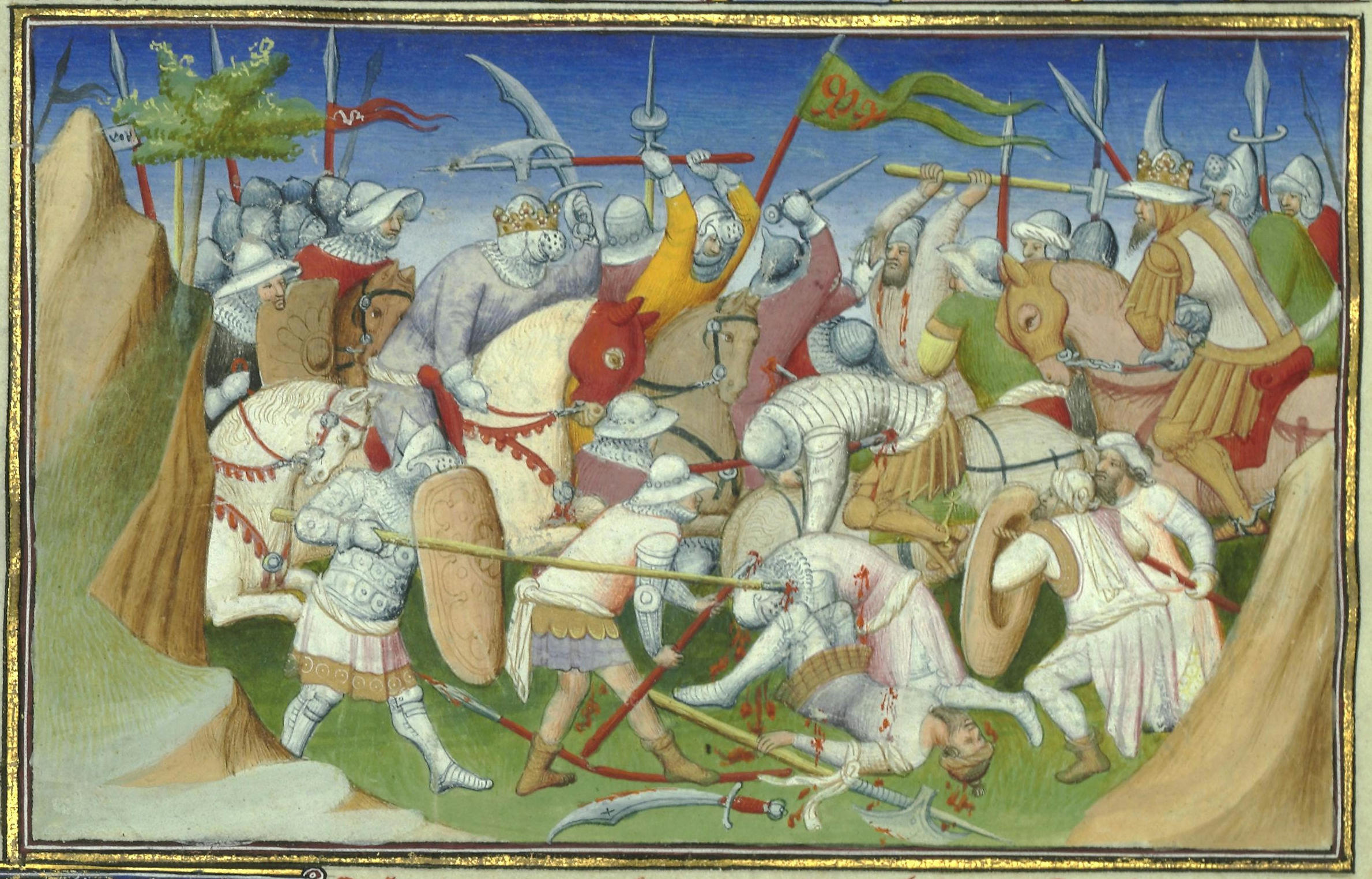
Султан Адаля (справа) и его войска сражаются с эфиопами
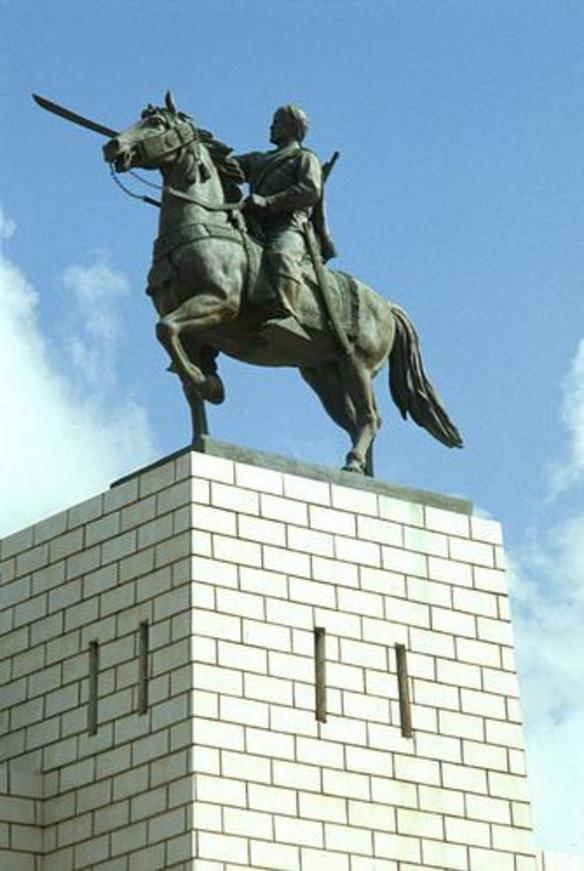
Статуя лидера Государства дервишей и сомалийского националиста Мохаммеда Абдилле Хасана в Могадишо
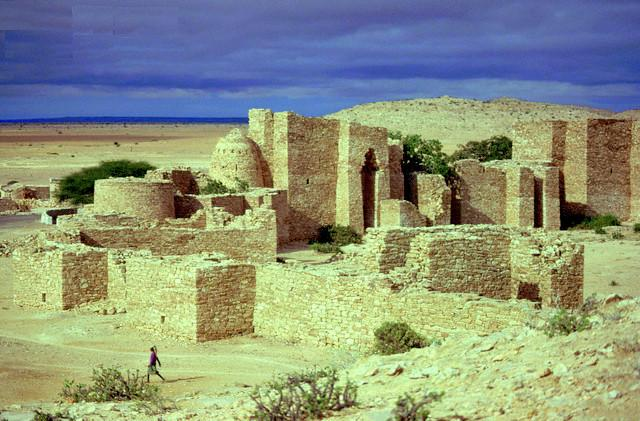
Город Талех был столицей Государства дервишей